# Wilhelm Mühle

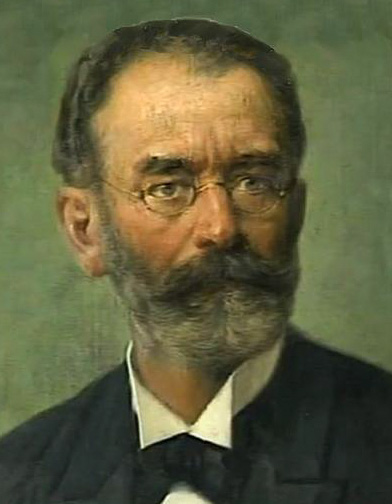
Wilhelm Mühle, porträtiert von dem Maler József Ferenczy

Wilhelm Mühle (* 21. September 1845 in Kulm, Böhmen, Kaisertum Österreich; † 15. September 1908 in Temesvár, Königreich Ungarn, Österreich-Ungarn) war Landschaftsarchitekt und Rosenzüchter.

## Leben
Mühle erhielt seine Ausbildung an böhmischen und deutschen Schulen. 1876 eröffnete Mühle einen Gärtnereibetrieb im Temesvárer Stadtteil Erzsébetváros (deutsch Elisabethstadt), wo am heutigen Bulevardul Mihai Viteazu noch immer das Casa Mühle (Haus Mühle) besteht. Zudem erwarb er ein Ladenlokal in der heutigen Strada Alba Iulia, das Casa cu flori  (deutsch Haus der Blumen). Von hier vertrieb er erfolgreich Blumen und Zierpflanzen in Südosteuropa, teilweise bis nach Wien oder Budapest.
Mühle war von September 1893 bis Juli 1895 der Herausgeber der damals zweimonatlich erscheinenden „Rosenzeitung“, der deutschen Ausgabe der ungarischen Rosenzeitschrift Rózsa Ujság (1889–1896).
Die Wiener Illustrierte Garten-Zeitung veröffentlichte in der August–September Ausgabe von 1899 eine Reportage über Wilhelm Mühles botanische Studienreise nach Nord und Südamerika. In der Österreichischen Gartenzeitung wurde Wilhelm Mühle 1906 mit der Züchtung einer Teerose erwähnt.

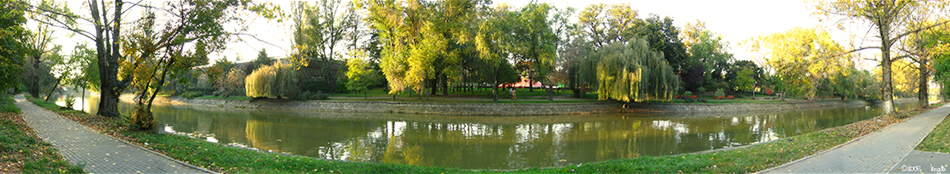
Der Rosenpark an der Bega

Wilhelm Mühle war neben Wenceslas Franz Niemitz einer der bedeutenden Floristen der Stadt; beide wurden mit der Planung und Ausführung des Königlichen Rosengartens betraut, der am 19. Juli 1891 eingeweiht wurde und Vorgänger des heutigen Parcul Rozelor war. Durch seine Arbeit machte er Temesvár schon Anfang des 20. Jahrhunderts als Stadt der Rosen bekannt.
Wilhelms Sohn, Árpád Mühle, führte die Geschäfte seines Vaters nach dessen Tod weiter. 13 von ihm geschaffene neue Rosensorten wurden auf internationaler Ebene registriert. Mit Árpád entwickelte sich der Park in der Zwischenkriegszeit zum größten Rosarium in Südosteuropa mit über 1400 Rosenarten aus Europa, Amerika und Asien.

### Ehrungen
Wilhelm Mühle, der sich um die Entstehung der Parkanlagen der Stadt verdient gemacht hat, wurde posthum am 2. August 2013 zum Ehrenbürger der Stadt Temeswar ernannt. Am selben Tag fand die Enthüllung seiner Büste im Rosengarten statt.